# خوان يسكانو
خوان يسكانو (بالإسبانية: Juan Eduardo Lescano)‏ هو لاعب كرة قدم أرجنتيني في مركز الهجوم، ولد في 29 أكتوبر 1992 في Rauch, Buenos Aires ‏ في الأرجنتين. لعب مع أنجي محج قلعة وريال مدريد ونادي شباب الأهلي ونادي لوغانو.

## وصلات خارجية
- خوان يسكانو على موقع قاعدة بيانات كرة القدم.إي يو (الإنجليزية)
- خوان يسكانو على موقع Soccerway.com (الإنجليزية)
- خوان يسكانو على موقع عالم كرة القدم.نت (الإنجليزية)